# Kawasaki Vulcan 800
La Kawasaki Vulcan 800 o VN800 es una motocicleta tipo crucero de peso medio, de la línea de motocicletas Vulcan de Kawasaki. Introducida en 1995 y producida durante alrededor de 10 años hasta ser descontinuada en el 2006 cuando fue sustituida por el modelo VN900.

## Modelos
Venía en 2 modelos de las motocicletas los cuales fueron descontinuados en el 2006 junto con la introducción del modelo VN900.  Estos fueron el modelo VN800A introducido en 1995 siendo el primero de los modelos de Kawasaki de estilo moderno.  La VN800A tenía un diseño de cola suave, guarda fangos de estilo bobbed y rin delantero de 21 pulgadas.  El segundo modelo descontinuado fue el VN800B (Classic) que había sido introducido en 1996 y tenía un estilo retro con guardafangos (salpicaderas) completos y rines de 16 pulgadas en ambas llantas.
- Vulcan 800A / Classic / Drifter
  - 805cc líquido refrigerante, 4 válvulas por cilindro, 2 cilindros en V
  - Un carburador Keihin con garganta de 36 mm
  - Transmisión de 5 velocidades con opción de cambios por presión
  - Mono-shock y resorte trasero ocultos